# Hoffman (Illinois)
Hoffman és una població dels Estats Units a l'estat d'Illinois. Segons el cens del 2000 tenia 460 habitants.

## Demografia
Segons el cens del 2000, Hoffman tenia 460 habitants, 182 habitatges, i 133 famílies. La densitat de població era de 493,4 habitants/km².
Dels 182 habitatges en un 36,8% hi vivien nens de menys de 18 anys, en un 63,2% hi vivien parelles casades, en un 8,8% dones solteres, i en un 26,9% no eren unitats familiars. En el 24,2% dels habitatges hi vivien persones soles el 12,1% de les quals corresponia a persones de 65 anys o més que vivien soles. El nombre mitjà de persones vivint en cada habitatge era de 2,53 i el nombre mitjà de persones que vivien en cada família era de 3.
Per edats la població es repartia de la següent manera: un 25,9% tenia menys de 18 anys, un 7,8% entre 18 i 24, un 30,9% entre 25 i 44, un 20% de 45 a 60 i un 15,4% 65 anys o més.
L'edat mediana era de 37 anys. Per cada 100 dones de 18 o més anys hi havia 86,3 homes.
La renda mediana per habitatge era de 42.115 $ i la renda mediana per família de 52.500 $. Els homes tenien una renda mediana de 40.625 $ mentre que les dones 21.597 $. La renda per capita de la població era de 19.897 $. Aproximadament el 0,8% de les famílies i el 2,5% de la població estaven per davall del llindar de pobresa.

## Poblacions més properes
El següent diagrama mostra les poblacions més properes.